# Woronie
Woronie – wieś w Polsce położona w województwie podlaskim, w powiecie bielskim, w gminie Bielsk Podlaski.
Prawosławni mieszkańcy wsi należą do parafii św. Jana Teologa w Augustowie, a wierni kościoła rzymskokatolickiego do parafii Narodzenia Najświętszej Maryi Panny i św. Mikołaja w Bielsku Podlaskim.

## Historia
W XIV wieku zamieszkiwali we wsi ruscy bojarzy, których zadaniem była obrona grodu bielskiego. Nazwa pochodzi od wron, którem się w tym miejscu zbierały. W 1569 roku bojarzy otrzymali od króla Zygmunta Augusta prawa szlacheckie. W drugiej połowie XVII wieku według spisów podatkowych wieś była zamieszkiwana przez drobną szlachtę. 
Pod koniec XIX wieku we wsi Woronie było 37 dziesięcin gruntu w tym 9 łąk i pastwisk, 4 włóki lasu oraz 2 i pół włóki nieużytków. Według spisu z 1921 roku we wsi mieszkało 75 mieszkańców w 13 domach. Oprócz jednej osoby, wszyscy byli Polakami i katolikami. W latach 1952–1954 Woronie należało do gminy Augustowo, a potem do gromady Augustowo. Z końcem 1969 roku Woronie weszło w skład gromady Bielsk Podlaski.
W latach 1975–1998 miejscowość administracyjnie należała do województwa białostockiego. W 2016 roku we wsi została otwarta pierwsza świetlica.